# Elymus submuticus
Elymus submuticus är en gräsart som först beskrevs av William Jackson Hooker, och fick sitt nu gällande namn av Bernard Bryan Smyth. Elymus submuticus ingår i släktet elmar, och familjen gräs. Inga underarter finns listade i Catalogue of Life.